# Berberis congestiflora
Berberis congestiflora là một loài thực vật có hoa trong họ Hoàng mộc. Loài này được Gay mô tả khoa học đầu tiên năm 1845.